# Třída Orion
Třída Orion byla čtyřčlenná třída dreadnoughtů Royal Navy, které se účastnily bojů první světové války. Byly to první britské lodě s děly ráže 13,5 palce (343 mm) a proto jsou často označovány jako tzv. „superdreadnoughty“. Novinkou také bylo rozmístění všech dělových věží v ose lodi, což umožnilo jejich efektivnější využití.

## Obecně

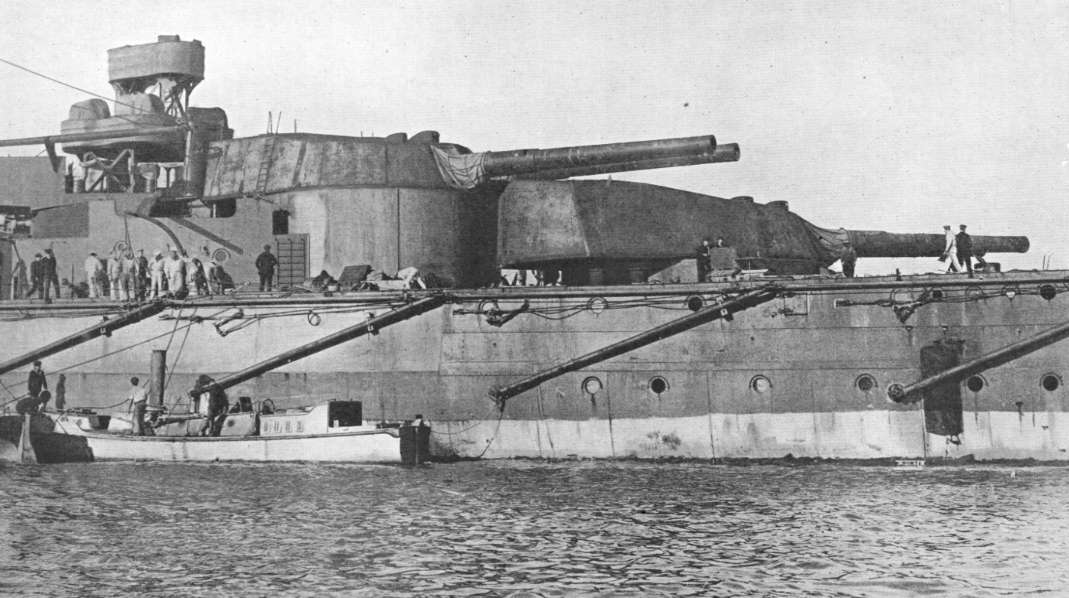
Hlavní dělové věže HMS Thunderer

Necelých deset let po začátku stavby HMS Dreadnought, která byla první moderní bitevní lodí, představovaly lodě třídy Orion další kvalitativní skok v jejich vývoji. Celkem byly postaveny čtyři lodě této třídy – Orion byl jako první založen v roce 1910, následovala stavba Conqueror, Monarch a Thunderer.
Lodě byly pro Royal Navy postaveny jako takzvané superdreadnoughty, které nesly mimo jiné silnější výzbroj kanónů nové ráže 343 mm. Byly to první lodě Royal Navy, které měly všechny věže s děly hlavní ráže soustředěny v ose lodi, což umožňovalo střílet všemi děly plnou boční salvou. Vůbec poprvé bylo toto řešení použito u amerických bitevních lodí třídy South Carolina. Vylepšené kotle byly ze 75% vytápěny uhlím a z 25% naftou.
Na rozdíl od následujících bitevních plavidel tříd King George V a Iron Duke měl Orion první komín ještě před hlavním stěžněm. Toto řešení, které bylo typické u prvních bitevních lodí, bylo později opuštěno, protože vadilo při řízení palby.

## Vývoj

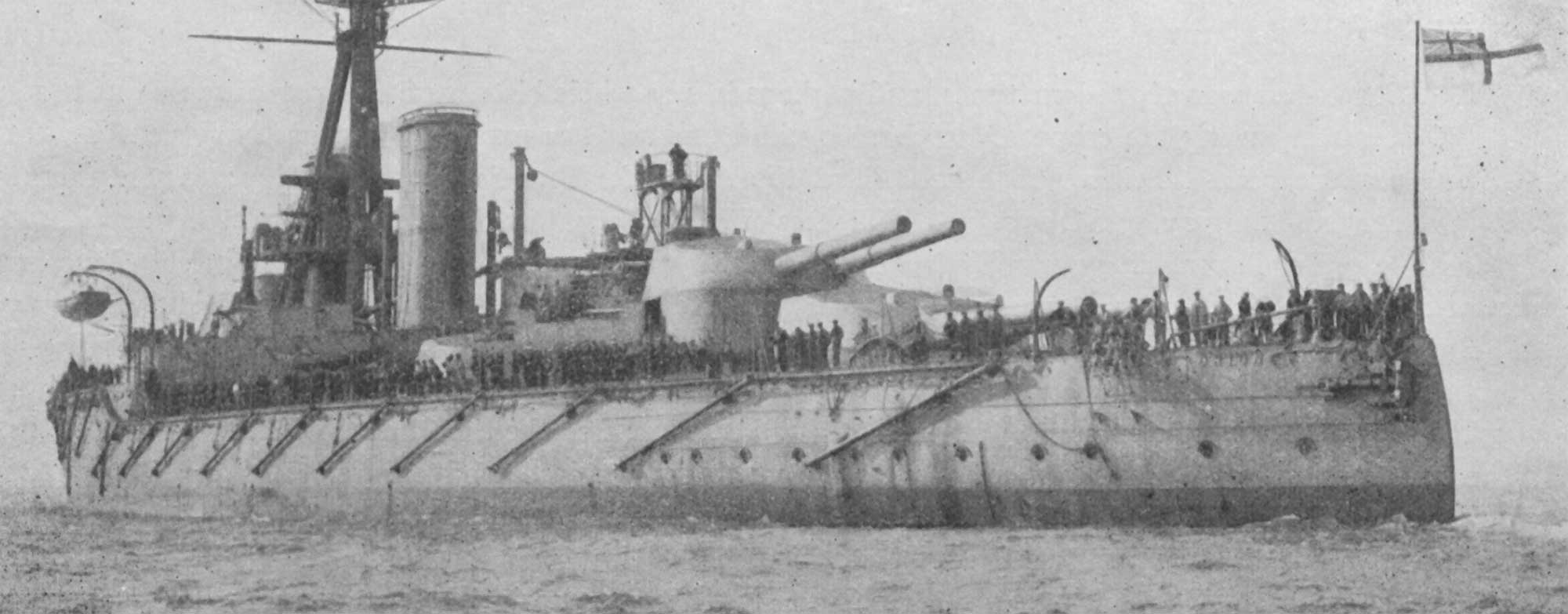
HMS Orion

Předcházející třídy britských bitevních lodí byly ještě stavěny s ohledem na cenu. V roce 1909, kdy byla třída Orion objednána, se však již rozbíhaly závody ve zbrojení s Vilémovským Německem. Proto byly plavidla třídy Orion již o poznání větší, než jejich předchůdci z třídy Colossus.
Použití nových, účinnějších děl ráže 343 mm se ukázalo být nutností. Původní rychlopalná děla ráže 305 mm o délce 50 ráží, ztrácela kvůli opotřebení hlavně, již po 80 výstřelech svou přesnost. Tento problém měl řešit nový kanón Mk. X ráže 343 mm s délkou hlavně 45 ráží, který užíval výrazně větší projektily. Projektil nového kanónu vážil 570 kg, nebo 635 kg, zatímco u starších děl ráže 305 mm to bylo pouze 385 kg. Menší dostřel a rychlost palby měly být kompenzovány zvýšením elevace děl z 15 na 20 stupňů. Nakonec byl 343mm kanón považován za úspěšnou konstrukci, přestože jeho efektivitu snižovalo nekvalitní střelivo, které bylo používáno až do roku 1918.
Dalším zlepšením oproti starším bitevním lodím bylo uspořádání všech dělových věží v ose lodi. Už předchozí třídy Colossus už neměly dvě věže vedle sebe, ale posunuté do šachovnicového uspořádání. To se ale přesto příliš neosvědčilo, protože obě věže měly jen omezený prostor pro střelbu a přitom příliš komplikovaly vnitřní konstrukci lodí.
Protože palebný potenciál se zvyšoval i u konkurenčních německých bitevních plavidel, zvětšila se síla pancéřového pásu na boku lodi na 30 cm. Zajímavé je, že britské bitevní lodi měly obvykle tenčí pancíř, než ráži hlavních děl, zatímco u jejich německých konkurentů tomu bylo naopak. Velký důraz byl stále kladen na tloušťku bočního pancíře, méně už na pancéřování paluby, které bylo s tím, jak narůstal efektivní dostřel kanónů a úhel dopadu jejich projektilů, čím dál potřebnější.

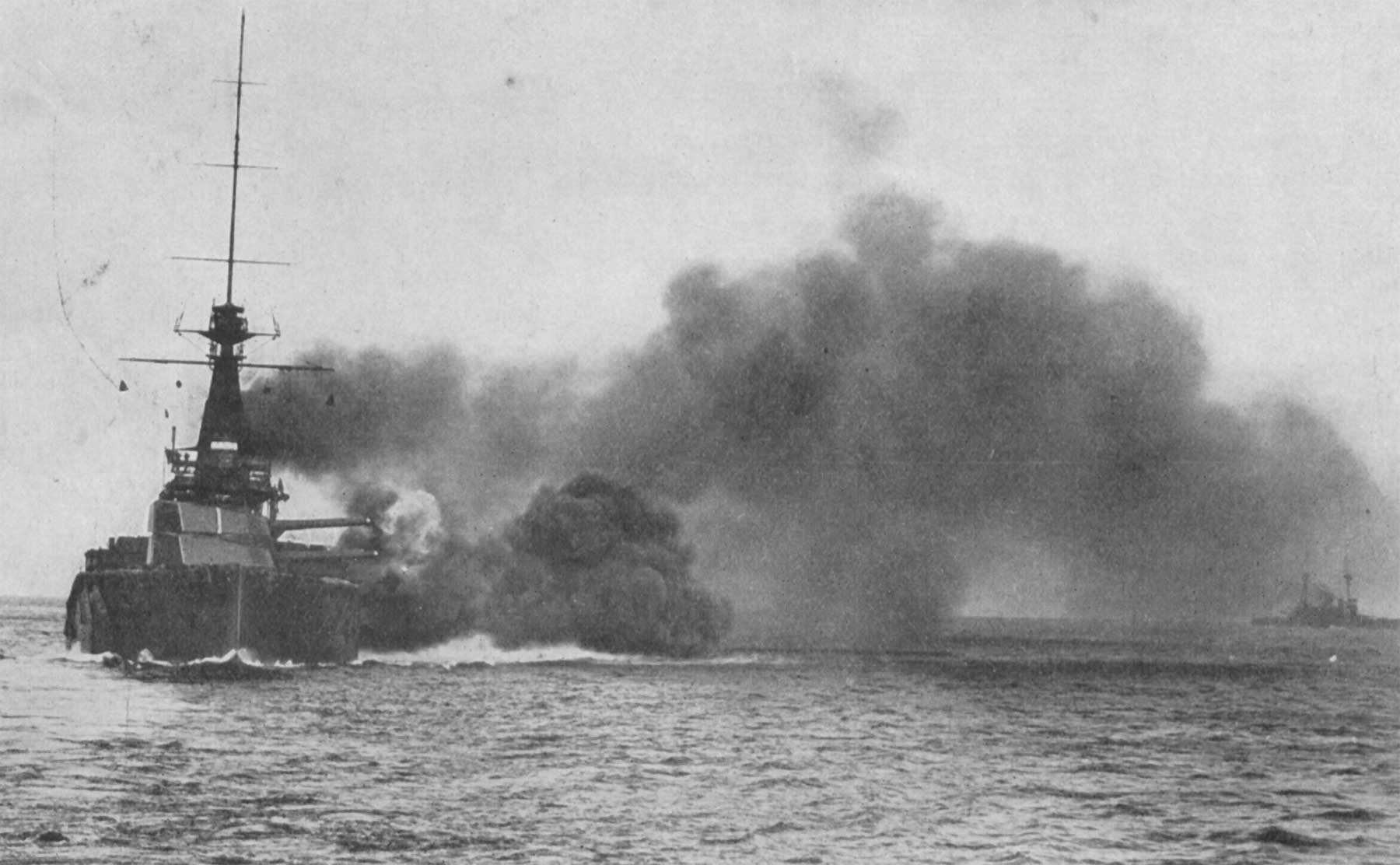
HMS Monarch při střelbě

Stavba čtyř lodí třídy Orion stála celkem 1,9 milionu liber. Všechny se v roce 1916 účastnily bitvy u Jutska, během které neutrpěly žádné poškození. Po podpisu Washingtonské konferenci v roce 1922, která omezila tonáž britských bitevních lodí, byly všechny vyřazeny ze služby a Royal Navy si ponechalo jen modernější plavidla. Orion a Conqueror byly sešrotovány v roce 1922. Monarch byl použit jako cvičný cíl pro dělostřelce a byl 20. ledna 1925, po celodenním ostřelování, potopen bitevní lodí HMS Revenge. Thunderer sloužil ještě nějaký čas jako cvičná loď, než byl v prosinci 1926 sešrotován.